# سربه‌زیرها
سربه‌زیرها (نام علمی: Selene) نام یک سرده از تیره گیش‌ماهیان است.